# Catelijne Verbauwen
Catelijne Verbauwen (Loppem - Brugse Vrije, 2 december 1611) was een slachtoffer van de heksenvervolging in Europa. Op de pijnbank bekende ze dat ze met de Boze te maken had, onder meer in de gevangenis. Naarmate de beul de pijniging opdreef werden haar verhalen talrijker en uitvoeriger. De Boze had zich vertoond in de gedaante van een jongeman, helemaal in het zwart gekleed en met een hanenpluim op de hoed. Hij had betrekkingen met haar en betaalde daarvoor. Toen de rechters hierover meer details wilden weten vertelde Catelijne dat zijn penis en zijn lichaam koud waren en zijn lid niet zo groot als dat van haar man. 'Veel had ze er niet aan gehad.'
Catelijne Verbauwen kreeg de gunst van wurging vóór de vuurdood. Op 2 december 1611 luidde het vonnis van de schepenen van het Brugse Vrije: 'te rechten metten viere zo datter de doot op volght, alvooren an een stake verworght wesende en het doot lyven hanghen an een stake'.